# Präsidentenwahl in der Republik China (Taiwan) 2016

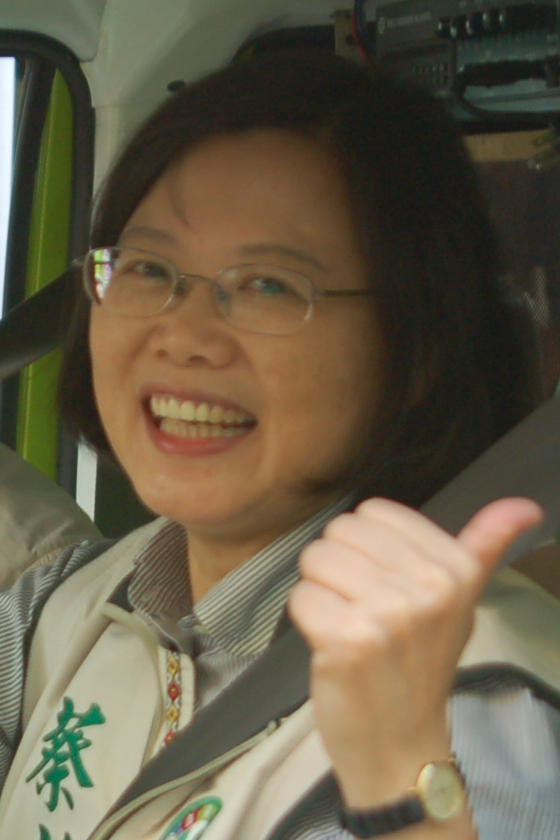
Die Wahlsiegerin Tsai Ing-wen (DPP)

Die Präsidentenwahl in der Republik China (auf Taiwan) 2016 fand am 16. Januar 2016 statt. Es handelte sich um die 6. Direktwahl des Präsidenten in der Republik China auf Taiwan. Am selben Tag fand auch die Wahl zum Legislativ-Yuan statt. Die Wahl wurde von der Kandidatin der Demokratischen Fortschrittspartei Tsai Ing-wen mit 56,2 % der Stimmen gewonnen.

## Vorgeschichte
Bei der Wahl handelt es sich um eine turnusmäßige Wahl. Die letzte Präsidentenwahl fand am 14. Januar 2012, vor fast genau 4 Jahren statt und wurde vom bisherigen Amtsinhaber Ma Ying-jeou (Kuomintang, KMT) mit 51,6 % Stimmenmehrheit gewonnen. Seine Haupt-Gegenkandidatin Tsai Ing-wen (Demokratische Fortschrittspartei, DPP) kam auf 45,6 % der Stimmen.
Traditionell ist das politische Lager in Taiwan vor allem über die Frage des Verhältnisses zur Volksrepublik China, die Anspruch auf Taiwan als „abtrünnige Provinz“ (Taiwan-Konflikt) erhebt, gespalten. Das sogenannte pan-blaue Lager unter Führung der KMT befürwortet eine insbesondere wirtschaftliche Zusammenarbeit mit der Volksrepublik und lehnt eine einseitige Unabhängigkeitserklärung Taiwans ab. Das pan-grüne Lager unter Führung der DPP betont dagegen das Recht Taiwans, als unabhängiger demokratischer Staat zu existieren, und sieht eine enge Zusammenarbeit mit der Volksrepublik China mit Misstrauen.

### Kandidatenauswahl bei der Kuomintang

#### Initiale Auswahl

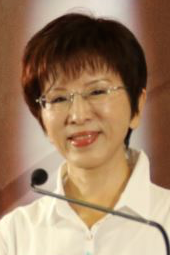
Hung Hsiu-chu, die zunächst gewählte Spitzenkandidatin der KMT

Verfassungsgemäß konnte Präsident Ma nicht für eine dritte Amtsperiode kandidieren, weswegen sich die Kuomintang im Jahr 2015 daran machte, einen neuen Kandidaten für die kommende Wahl zu küren. Ursprünglich waren mehrere Kandidaten im Gespräch. Zwei der aussichtsreichsten Kandidaten, Parlamentssprecher Wang Jin-pying und Eric Chu, der KMT-Parteivorsitzende und Bürgermeister von Neu-Taipeh, sagten jedoch frühzeitig ab, so dass nur noch zwei Bewerber übrig blieben, die Parlamentsvizepräsidentin Hung Hsiu-chu und der frühere Gesundheitsminister Yang Chih-liang.  Von diesen beiden Kandidaten qualifizierte sich nur Hung für die weitere Auswahl. Der Mitbewerber Yang schaffte es nicht, die geforderten 15.000 Unterstützerstimmen in der parteiinternen Vorauswahl aufzubringen. Nach den Statuten der KMT erfolgte danach eine Meinungsumfrage in der Bevölkerung über die eventuelle Kandidatur Hung Hsiu-chus. Vorbedingung für die endgültige Nominierung waren mindestens 30 % Zustimmung bei dieser Umfrage. Im Vorfeld der Meinungsumfrage kam es zu Irritationen, da Gerüchte aufkamen, dass die Kandidatur von Hung von der KMT-Spitze nicht gut geheißen werde und andere Personen eventuell doch noch kandidieren wollten. Die Umfrage, die von drei Unternehmen durchgeführt wurde, ergab 46,2 % Zustimmung zur Kandidatur Hung Hsiu-chus. Die KMT-Parteiobereren sicherten daraufhin Hung ihre Unterstützung zu. Auf dem KMT-Parteitag am 19. Juli 2015 wurde Hung Hsiu-chu offiziell zur KMT-Kandidatin für die kommende Präsidentenwahl nominiert.
Da mit Tsai Ing-wen ebenfalls eine Frau als Spitzenkandidatin der DPP nominiert worden war, sah es danach so aus, als ob das Präsidentenamt ab 2016 mit hoher Wahrscheinlichkeit erstmals durch eine Frau besetzt werden würde, ein Umstand, der auch in der internationalen Presse weite Beachtung fand.

#### Kandidatenwechsel bei der KMT

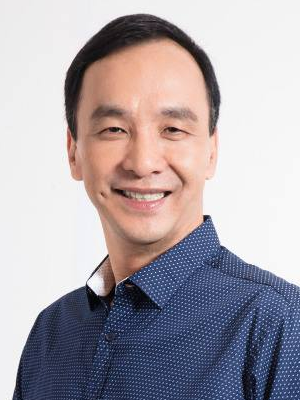
Eric Chu (2017)

Am 10. August 2015 veröffentlichte der Verband für Politik über die Taiwanstraße (Cross-Strait Policy Association) eine Meinungsumfrage, nach der Tsai Ing-wen (DPP) auf eine Zustimmungsrate von 42,9 % kam. James Soong (Qinmindang) kam auf 23,3 % und Hung Hsiu-chu (KMT) erreichte abgeschlagen nur 16,8 %. Weitere Meinungsumfragen mit ähnlichen Ergebnissen folgten in den folgenden Wochen. Am 5. Oktober 2015 bestätigte schließlich ein KMT-Sprecher, dass es parteiinterne Diskussionen um die Kandidatur von Hung Hsiu-chu gäbe. Es kam zur Einberufung eines außerordentlichen Sonderparteitages der KMT am 17. Oktober 2015, auf dem Hung die Präsidentschaftskandidatur entzogen wurde. An ihrer Stelle wurde der KMT-Vorsitzende Eric Chu als Kandidat nominiert.
Als Kandidatin für den Vizepräsidentenposten wurde am 16. November 2015 die frühere Arbeitsministerin Wang Ju-hsuan („Jennifer“ Wang) ausgewählt.
Eine Meinungsumfrage am 28. November 2015 zeigte weiterhin Tsai Ing-wen mit 46 % weiter deutlich in Führung vor Eric Chu (KMT) mit 19 % und James Soong mit 9 %.

### Kandidatenauswahl bei der DPP

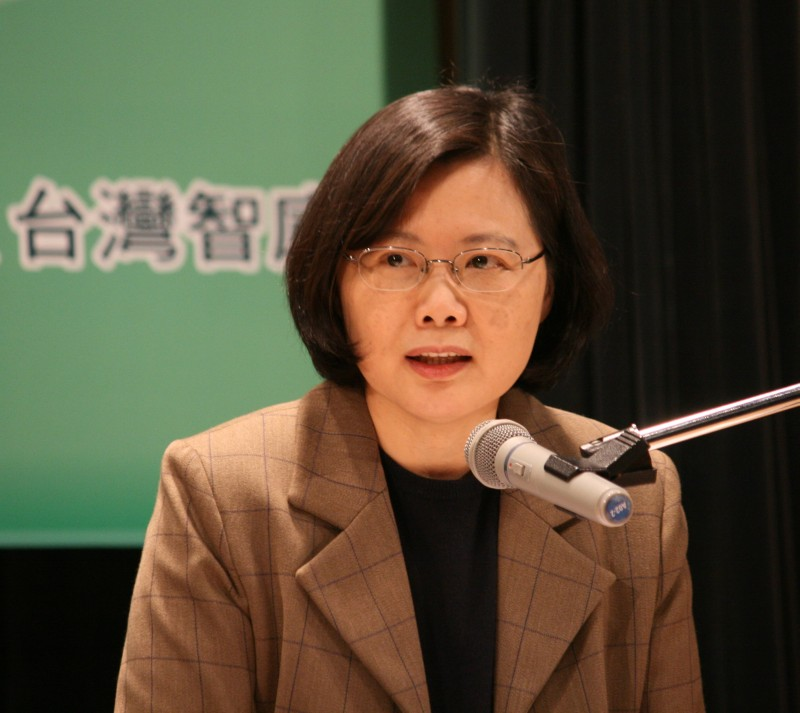
Tsai Ing-Wen (2009), DPP-Vorsitzende und -Spitzenkandidatin

Nach der verlorenen Präsidentenwahl 2012 war Tsai Ing-wen zunächst als Parteivorsitzende zurückgetreten. Jedoch schaffte sie nach der sogenannten Sonnenblumen-Bewegung, einer wesentlich von Studenten getragenen Oppositionsbewegung gegen die KMT-Regierung, im Frühjahr 2014 ein politisches Comeback und wurde anschließend wieder zur DPP-Vorsitzenden gewählt. Am 15. April 2015 nominierte die DPP Tsai Ing-wen zur offiziellen Präsidentschaftskandidatin. Am 16. November 2015 stellte die DPP ihren Kandidaten für das Vizepräsidentenamt vor. Es handelte sich um den Vizepräsidenten der Academia Sinica Chen Chien-jen.

### Weitere Kandidaten

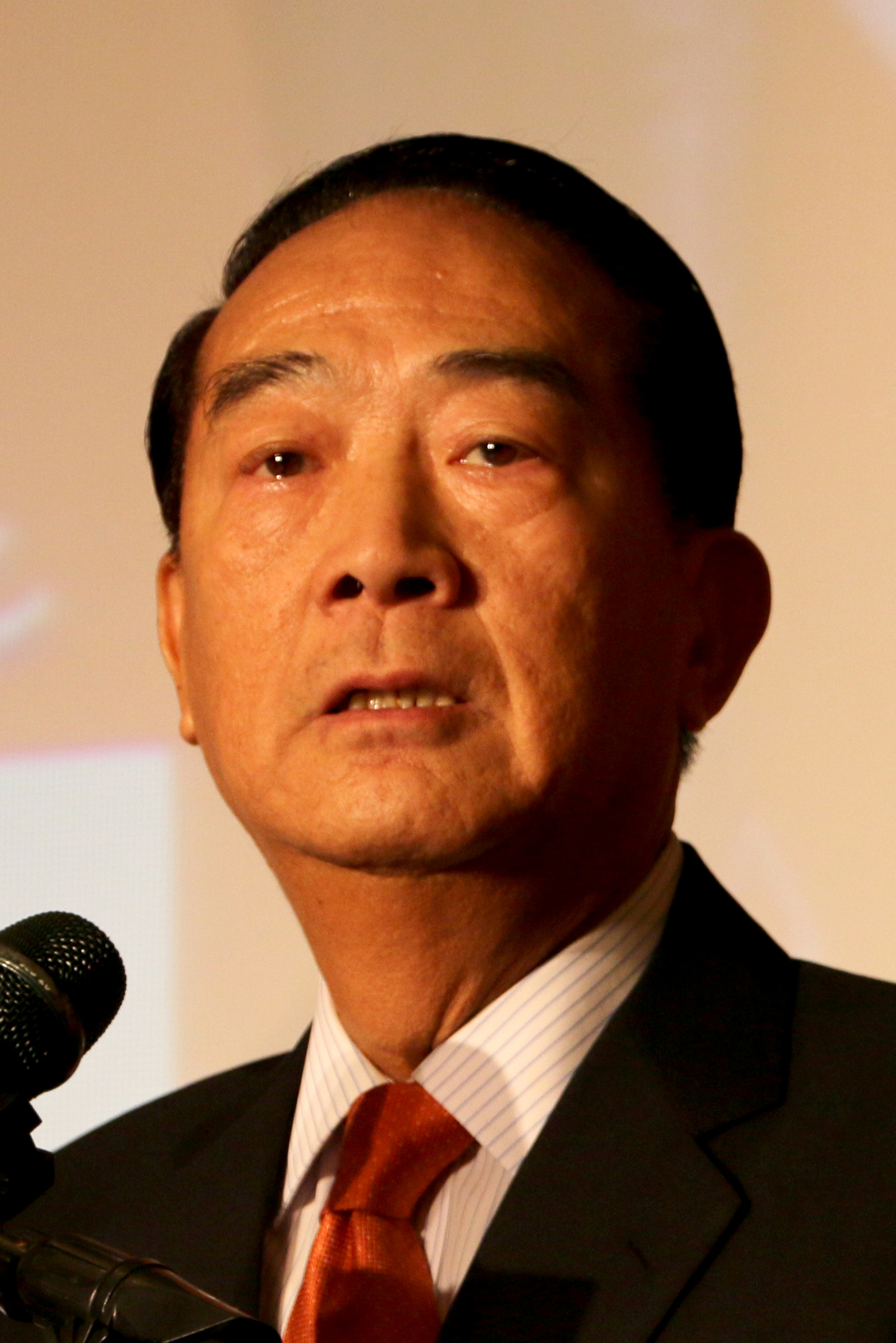
James Soong, Kandidat der Qinmindang

Am 6. August 2015 kündigte auch James Soong, der Parteivorsitzende der kleinen Qinmindang (englisch People First Party, PFP) seine Kandidatur an. Soong hatte 2000 und 2012 kandidiert (sowie 2004 als Vizepräsidentenkandidat im Bündnis mit der KMT), war aber bei jeder Wahl bisher unterlegen. Seine Ankündigung stieß insbesondere bei der KMT auf eher kritische Reaktionen, da eine Spaltung und Schwächung des pan-blauen Lagers befürchtet wurde. Als Kandidatin für den Vizepräsidentenposten wählte Soong Hsu Hsin-ying, die bis 2015 der KMT angehört hatte und sich dann der neu gegründeten Minkuotang („Republikanische Partei“) angeschlossen hatte.

## Wahlkampfthemen
Während der 8 Jahre KMT-Regierung seit 2008 haben sich viele Unzufriedenheiten angesammelt. Ein Ausdruck dieser Unzufriedenheit war die oben erwähnte Sonnenblumen-Bewegung. Bei den Regionalwahlen am 29. November 2014 erlitt die KMT massive Verluste und verlor zahlreiche Bürgermeisterposten, unter anderem den der Hauptstadt Taipeh. Die Politik der KMT insbesondere in den Verhandlungen mit der Volksrepublik China über Wirtschafts- und Dienstleistungsabkommen wurde nicht nur von DPP-Anhängern als intransparent und gefährlich für die Unabhängigkeit Taiwans wahrgenommen. Die starren politischen Lager – das pan-blaue der KMT und das pan-grüne der DPP – beginnen sich nach Eindrücken politischer Beobachter zunehmend aufzuweichen. Früher war es fast regelhaft so, dass Personen, bzw. deren Nachkommen, die vom chinesischen Festland stammten, ganz überwiegend der Kuomintang anhingen, während die Insel-„Ureinwohner“ eher die DPP wählten. Dies sei heute nicht mehr so und es gäbe viel mehr Wechselwähler und Wählerfluktuation, was Ausdruck einer demokratischen Entwicklung sei.  Unter jungen Taiwanern besteht auch Unzufriedenheit mit der ungleichen Einkommens- und Vermögensverteilung, die durch die KMT-Politik weiter stabilisiert worden sei. Das Wirtschaftswachstum in Taiwan, das traditionell zu den „Tigerstaaten“ zählte, hat auch merklich nachgelassen und erreichte im Jahr 2015 voraussichtlich kaum 1 %. Das durchschnittliche Haushaltseinkommen in Taiwan ist trotz hoher Unternehmensgewinne deutlich niedriger als in anderen entwickelten asiatischen Staaten, wie Südkorea, Japan oder Singapur. Insbesondere bei jüngeren Taiwanern ist daher vielfach der Eindruck entstanden, dass die vertieften Wirtschaftsbeziehungen mit der Volksrepublik China ganz überwiegend nur einer kleinen Klasse von Geschäftsleuten zugutegekommen sind.
In ihrem Wahlkampfprogramm versprach die DPP eine wirtschaftliche Besserstellung der jüngeren Generation, eine bessere Chancengerechtigkeit, mehr Transparenz und eine Reform der Regierungsinstitutionen. Ziel sei es, die zerrissene taiwanische Gesellschaft wieder zu einen.

## Fernsehdebatten
Am 19. Dezember 2015 gab die zentrale Wahlkommission die Termine für die Fernsehdebatten der Spitzenkandidaten bekannt. Ursprünglich waren drei Debatten am 25. und 30. Dezember 2015 sowie am 8. Januar 2016 zwischen den drei Hauptkandidaten (Tsai, Chu und Soong) vorgesehen, letztlich gab es dann aber nur zwei am 27. Dezember 2015 und am 2. Januar 2016. Eine weitere Debatte fand am 28. Dezember 2015 zwischen den Haupt-Kandidaten für das Vizepräsidentenamt (Chen, Wang, Hsu) statt.

## Haltung des Auslands
Die Präferenz der Volksrepublik China für die beiden Kandidaten aus dem pan-blauen Lager war nicht überraschend. Die Volksrepublik vermied jedoch eine allzu direkte Einmischung in den Wahlkampf, da sich in der Vergangenheit gezeigt hatte, dass derartige Einmischungen oder gar militärische Drohgebärden (vor der Präsidentenwahl 1996 auf Taiwan hatte die Volksrepublik ballistische Mittelstreckenraketen in der Formosastraße getestet, die nur wenige Seemeilen vor der Küste Taiwans niedergingen) eher einen gegenteiligen Effekt auf die Wählerschaft hatten und diese in das anti-festlandchinesische Lager trieben.
Bemerkenswert war vor allem die Haltung der Vereinigten Staaten. Vor der letzten Präsidentenwahl 2012 hatten die Vereinigten Staaten zwar offiziell ihren Respekt für die freie demokratische Entscheidung der Wähler Taiwans erklärt, aber ziemlich deutlich ihre Präferenz für den Kuomintang-Kandidaten Ma durchblicken lassen. Der Grund hierfür war die Sorge, dass unter einem DPP-Präsidenten die Spannungen mit der Volksrepublik China zunehmen würden. Diese Präferenz zeigten US-amerikanische Politiker bei der jetzigen Wahl nicht mehr. Für diesen Sinneswandel verantwortlich war vor allem die merkliche Verschlechterung des bilateralen Verhältnisses zwischen den Vereinigten Staaten und der Volksrepublik China, der die USA ein völkerrechtswidriges Verhalten bei den Territorialkonflikten im Südchinesischen Meer vorwerfen.

## Meinungsumfragen

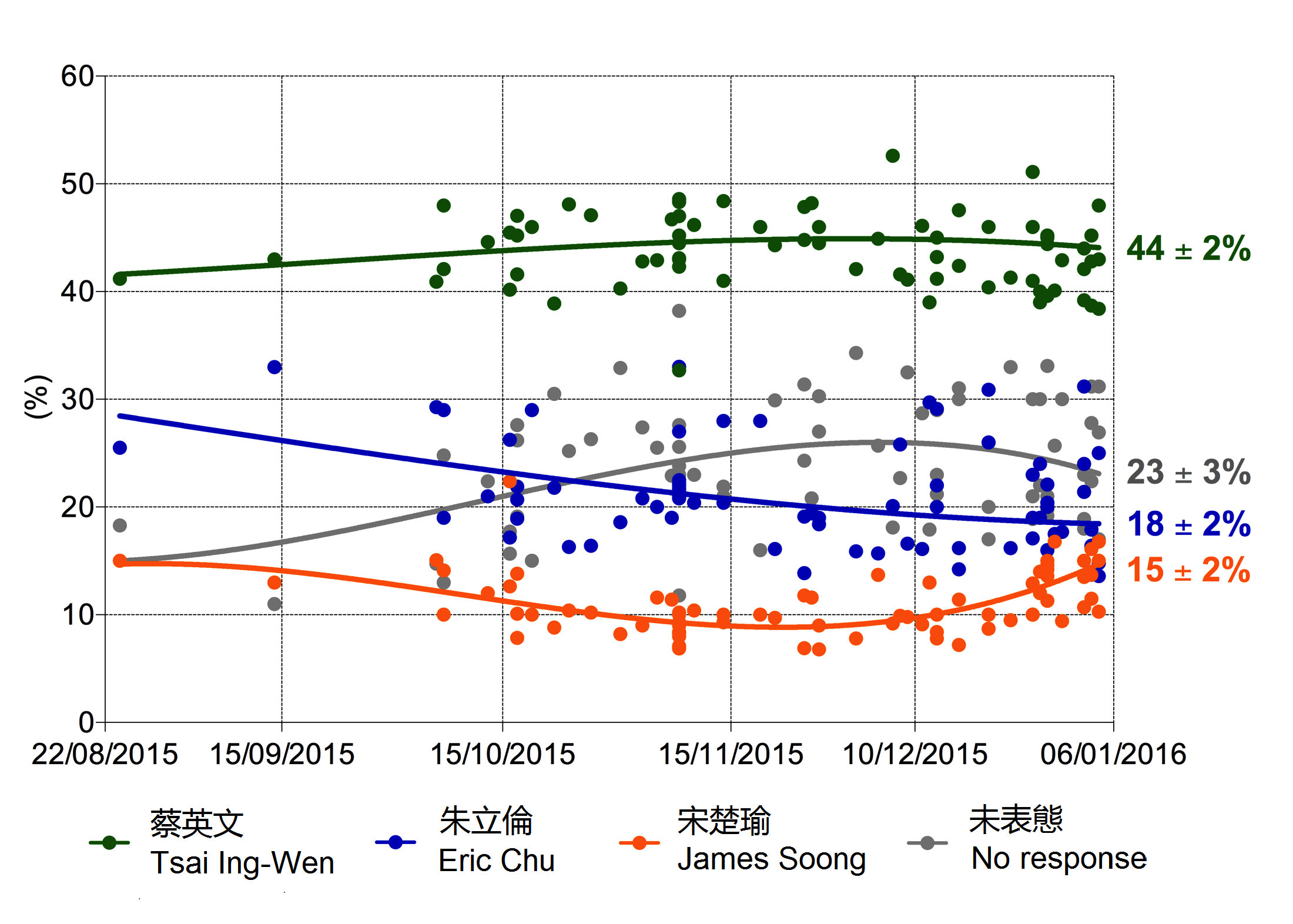
Entwicklung der Umfragewerte für Tsai, Chu und Soong seit August 2015

Bei allen Meinungsumfragen seit August 2015 lag Tsai Ing-wen mehr oder weniger deutlich in Führung.
| Landesweit                        | Landesweit           | Landesweit   | Landesweit       | Landesweit             | Landesweit    |
| Umfrageinstitut                   | Datum der Umfrage(n) | Eric Chu KMT | Tsai Ing-wen DPP | James Soong Qinmindang | Unentschieden |
| --------------------------------- | -------------------- | ------------ | ---------------- | ---------------------- | ------------- |
| Decision Making Research          | 24. Aug. 2015        | 25,5 %       | 41,2 %           | 15,0 %                 | 18,3 %        |
| Kuomintang                        | 14. Sep. 2015        | 33 %         | 43 %             | 13 %                   | 11 %          |
| Apple Daily                       | 6. Okt. 2015         | 29,28 %      | 40,92 %          | 15,07 %                | 14,73 %       |
| Television Broadcasts Satellite   | 7. Okt. 2015         | 29 %         | 48 %             | 10 %                   | 13 %          |
| Decision Making Research          | 7. Okt. 2015         | 19,0 %       | 42,1 %           | 14,1 %                 | 24,8 %        |
| Taiwan Indicators Survey Research | 13. Okt. 2015        | 21,0 %       | 44,6 %           | 12,0 %                 | 22,4 %        |
| Apple Daily                       | 16. Okt. 2015        | 26,23 %      | 45,47 %          | 12,63 %                | 15,67 %       |
| Fades Survey Research             | 16. Okt. 2015        | 17,17 %      | 40,18 %          | 22,39 %                | 17,72 %       |
| Liberty Times                     | 17. Okt. 2015        | 18,91 %      | 47,04 %          | 7,86 %                 | 26,19 %       |
| Decision Making Research          | 17. Okt. 2015        | 21,9 %       | 45,2 %           | 13,8 %                 | 19,1 %        |
| Trend Survey Research             | 17. Okt. 2015        | 20,7 %       | 41,6 %           | 10,1 %                 | 27,6 %        |
| TVBS                              | 19. Okt. 2015        | 29 %         | 46 %             | 10 %                   | 15 %          |
| China Times                       | 22. Okt. 2015        | 21,8 %       | 38,9 %           | 8,8 %                  | 30,5 %        |
| People First Party                | 24. Okt. 2015        | 17 %         | 40 %             | 23 %                   | 20 %          |
| Taiwan Indicators Survey Research | 12. Nov. 2015        | 20,4 %       | 46,2 %           | 10,4 %                 | 13 %          |
| Shih Hsin University Research     | 27. Nov. 2015        | 18,4 %       | 44,5 %           | 6,8 %                  | 30,3 %        |
| SET News                          | 6. Dez. 2015         | 15,7 %       | 44,9 %           | 13,7 %                 | 25,7 %        |
| TVBS                              | 13. Dez. 2015        | 22 %         | 45 %             | 10 %                   | 23 %          |
| Thinktank                         | 28. Dez. 2015        | 20,4 %       | 44,4 %           | 14,2 %                 | 21,0 %        |
| Neu-Taipeh                        |                      |              |                  |                        |               |
| Television Broadcasts Satellite   | 15. Okt. 2015        | 31 %         | 47 %             | 14 %                   | 7 %           |
| Neu-Taipeh 6. Wahlkreis           |                      |              |                  |                        |               |
| Next Television                   | 21. Okt. 2015        | 20,9 %       | 49,8 %           | 8,1 %                  | 21,2 %        |
| Hsinchu                           |                      |              |                  |                        |               |
| Focus Survey Research             | 20. Okt. 2015        | 21,0 %       | 46,7 %           | 12,9 %                 | 19,4 %        |
| Taichung                          |                      |              |                  |                        |               |
| Kuomintang                        | 15. Okt. 2015        | 12,8 %       | 41,4 %           | 8,4 %                  | 37,4 %        |

## Ergebnisse

### Landesweite Ergebnisse
Die Wahlbeteiligung betrug 66,27 %. Von den 18.782.991 Wahlberechtigten gaben 12.448.302 ihre Stimme ab. 12,284,970 Stimmen waren gültig und 163.332 ungültig.
Die Auszählung der Stimmen aus den 15.582 Wahllokalen war gegen 22:30 Uhr Ortszeit (= 15:30 Uhr Mitteleuropäischer Zeit) abgeschlossen.
| Kandidaten (Präsident und Vize) | Kandidaten (Präsident und Vize)                | Partei     | Stimmen    | Prozent |
| ------------------------------- | ---------------------------------------------- | ---------- | ---------- | ------- |
|                                 | Tsai Ing-wen (蔡英文), Chen Chien-jen (陳建仁) | DPP        | 6.894.744  | 56,12 % |
|                                 | Eric Chu (朱立倫), Jennifer Wang (王如玄)      | Kuomintang | 3.813.365  | 31,04 % |
|                                 | James Soong (宋楚瑜), Hsu Hsin-ying (徐欣瑩)   | Qinmindang | 1.576.861  | 12,84 % |
| Gesamt                          | Gesamt                                         | Gesamt     | 12.284.970 | 100,0 % |

### Ergebnisse nach Land- und Stadtkreisen
Die folgende Tabelle zeigt die Ergebnisse nach Land- und Stadtkreisen.
| Wahlbezirk         | Registrierte Wähler | Chu • Wang | Chu • Wang | Tsai • Chen | Tsai • Chen | Soong • Hsu | Soong • Hsu | Wahl- beteiligung |
| Wahlbezirk         | Registrierte Wähler | Stimmen    | %          | Stimmen     | %           | Stimmen     | %           | Wahl- beteiligung |
| ------------------ | ------------------- | ---------- | ---------- | ----------- | ----------- | ----------- | ----------- | ----------------- |
| Taipei Stadt       | 2.175.986           | 546.491    | 37,49 %    | 757.383     | 51,95 %     | 153.804     | 10,55 %     | 68,03 %           |
| Neu-Taipeh Stadt   | 3.204.367           | 709.374    | 33,33 %    | 1.165.888   | 54,79 %     | 252.486     | 11,86 %     | 67,23 %           |
| Keelung Stadt      | 306.548             | 68.357     | 35,28 %    | 93.402      | 48,21 %     | 31.955      | 16,49 %     | 63,99 %           |
| Landkreis Yilan    | 369.211             | 59.216     | 25,38 %    | 144.798     | 62,06 %     | 29.288      | 12,55 %     | 64,05 %           |
| Taoyuan Stadt      | 1.627.598           | 369.013    | 34,38 %    | 547.573     | 51,02 %     | 156.518     | 14,58 %     | 66,66 %           |
| Landkreis Hsinchu  | 412.731             | 94.603     | 35,28 %    | 114.023     | 42,52 %     | 59.510      | 22,19 %     | 65,89 %           |
| Hsinchu Stadt      | 328.580             | 71.771     | 32,42 %    | 113.386     | 51,22 %     | 36.198      | 16,35 %     | 68,32 %           |
| Landkreis Miaoli   | 448.520             | 107.779    | 37,55 %    | 130.461     | 45,45 %     | 48.788      | 16,99 %     | 64,81 %           |
| Taichung Stadt     | 2.138.519           | 430.005    | 29,81 %    | 793.281     | 55,00 %     | 218.810     | 15,17 %     | 68,36 %           |
| Landkreis Changhua | 1.022.962           | 193.117    | 28,79 %    | 378.736     | 56,47 %     | 98.807      | 14,73 %     | 66,63 %           |
| Landkreis Nantou   | 415.122             | 83.604     | 32,08 %    | 136.104     | 52,23 %     | 40.868      | 15,68 %     | 63,65 %           |
| Landkreis Yunlin   | 566.207             | 86.047     | 24,93 %    | 218.842     | 63,40 %     | 40.236      | 11,65 %     | 61,84 %           |
| Landkreis Chiayi   | 430.885             | 65.425     | 23,38 %    | 182.913     | 65,37 %     | 31.469      | 11,24 %     | 65,93 %           |
| Chiayi Stadt       | 210.758             | 38.822     | 27,95 %    | 83.143      | 59,86 %     | 16.926      | 12,18 %     | 66,61 %           |
| Tainan Stadt       | 1.528.246           | 219.196    | 22,06 %    | 670.608     | 67,51 %     | 103.432     | 10,41 %     | 65,81 %           |
| Kaohsiung Stadt    | 2.254.324           | 391.823    | 26,00 %    | 955.168     | 63,39 %     | 159.765     | 10,60 %     | 67,64 %           |
| Landkreis Pingtung | 689.170             | 121.291    | 26,99 %    | 285.297     | 63,49 %     | 42.768      | 9,51 %      | 66,01 %           |
| Landkreis Taitung  | 179.547             | 43.581     | 44,62 %    | 37.517      | 38,41 %     | 16.565      | 16,96 %     | 55,07 %           |
| Landkreis Hualien  | 267.862             | 73.894     | 47,72 %    | 57.198      | 36,93 %     | 23.751      | 15,33 %     | 58,68 %           |
| Landkreis Penghu   | 84.222              | 12.564     | 29,47 %    | 21.658      | 50,81 %     | 8.401       | 19,71 %     | 51,37 %           |
| Kinmen             | 111.386             | 24.327     | 66,09 %    | 6.626       | 18,00 %     | 5.852       | 15,90 %     | 33,58 %           |
| Matsu-Inseln       | 10.240              | 3.065      | 68,59 %    | 739         | 16,53 %     | 664         | 14,86 %     | 44,46 %           |

### Wahlkarten

Mehrheiten in den Stadt- und Landgemeinden
Mehrheiten in den 22 Land- und Stadtkreisen: Tsai/Chen Chu/Wang